# Políbila ho Múza

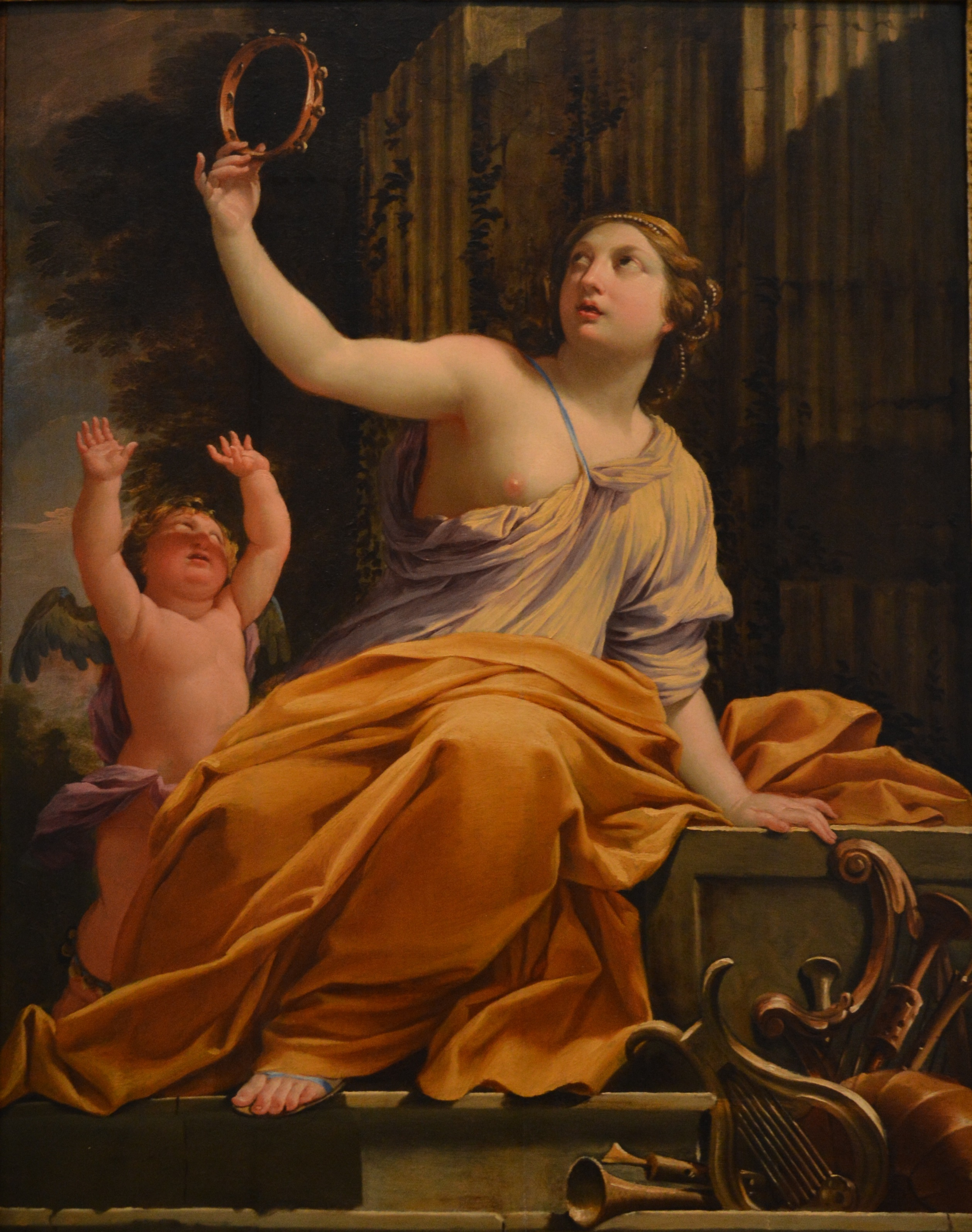
Simon Vouet (1590-1649)- obraz Múza Erató

Políbila ho Múza je ustálené slovní spojení, které vešlo do slovníku jako rčení, přirovnání. Vyjadřuje okamžik nebo stav, kdy člověk dostal nápad na výjimečné dílo, zejména v kulturní oblasti (básník, malíř, sochař, spisovatel, scenárista atp.)

## Původ rčení
Múzy byly dcery Dia a bohyně paměti Mnémosyné a bylo jich devět. Každá z nich se ve společnosti na hostinách bohů na Olympu věnovala nějaké „bohulibé činnosti“. Múzou tance byla Terpsichoré a múzou vážných a bohoslužebných zpěvů Polyhymnia ; historie a dějin Kleió a astronomie Úrania; básníci vzývali Euterpé a Erató – múzy lyrických a milostných veršů a múzou epické poezie byla Kalliopé; tvůrci komedií mají svoji Thálii a s tragickou škraboškou na hlavě je múza tragédie Melpomené.
Mladé krásné Múzy byly prý vševědoucí a např. slova veršů či písní diktovaly umělcům tak zblízka – že pak vznikla představa, že jim polibkem na čelo vdechovaly nápady a tvůrčí elán.
Je vhodné také připomenout známé rčení: "Inter arma silent Musae " – Ve válce Múzy mlčí. Nejenom Múzy potřebovaly pro svou práci klid a pohodu. Kdekoli a kdykoli člověk do rukou místo štětce či pera vezme zbraně, není na kulturní činnosti vhodný čas a tvorba umění utichá…